# Parque Nacional Alberto de Agostini
O Parque Nacional Alberto de Agostini é o terceiro maior parque nacional do Chile. Está localizado no extremo sul da Região de Magalhães e Antártica, sendo formado por todas as ilhas ao sul do estreito de Magalhães e a oeste da ilha Navarino, bem como de uma porção da Terra do Fogo, (a parte que se encontra ao sul do monte Almirantazgo), incluindo a Cordilheira Darwin. Seus mais de 14.600 km² de superfície atravessam as províncias de Magallanes, da Terra do Fogo e da Antártica Chilena. 
O nome do parque é uma homenagem ao missionário e explorador italiano Alberto María de Agostini. Vários glaciares costeiros e fiordes formam parte deste parque.